# Abacavir/lamivudina/zidovudina
Abacavir/lamivudina/zidovudina, vendido bajo el nombre comercial de Trizivir, es un medicamento para la infección por VIH. Es una combinación en dosis fija de tres inhibidores de la transcriptasa inversa patentados por GlaxoSmithKline y comercializados en conjunto con Pfizer bajo la empresa ViiV Healthcare:
- abacavir (ABC)
- lamivudina (3TC)
- zidovudina (AZT O ZDV)

Está indicado en el tratamiento de VIH/SIDA. Para este propósito, la combinación es muy útil en mujeres embarazadas, ya que disminuye el riesgo de transmisión madre-hijo.
La combinación de fármacos ayuda a reducir la resistencia de VIH (a través de mutación) a los fármacos individuales. De los tres, AZT y ABC han salido de la protección de patentes de los Estados Unidos.
En diciembre de 2013, Lupin Limited lanzó una versión genérica de Trizivir. En 2016 el precio mayorista para un mes típico de medicación en los Estados Unidos fue de más de US$669,30.